# Шогре Аґдашлу
Шогре Аґдашлу (англ. Shohreh Aghdashloo, перс. شهره آغداشلو‎,народилась 11травня 1952 р.) — американська акторка іранського походження. Була номінована на премію «Оскар» у 2004 році в категорії «Найкраща жіноча роль другого плану» за роль у фільмі «Дім з піску і туману» та отримала «Еммі» у 2009 році за роль у драмі HBO «Дім Саддама».

## Життєпис
Народилась в Тегерані.

## Фільмографія

### Фільми
| Рік  | Назва українською                  | Оригінальна назва                       | Роль                   |
| ---- | ---------------------------------- | --------------------------------------- | ---------------------- |
| 1993 | Двадцять доларів                   | Twenty Bucks                            | Гада Голідей           |
| 2003 | Будинок з піску і туману           | House of Sand and Fog                   | Надере «Наді» Бехрані  |
| 2005 | Шість демонів Емілі Роуз           | The Exorcism of Emily Rose              | доктор Садіра Адані    |
| 2006 | Американська мрія                  | American Dreamz                         | Назнін Різа            |
| 2006 | Будинок біля озера                 | The Lake House                          | доктор Анна Кліжинські |
| 2006 | Люди Ікс: Остання битва            | X-Men: The Last Stand                   | Кавіта Рао             |
| 2008 | Джинси, як символ дружби 2         | The Sisterhood of the Traveling Pants 2 | професор Насрін Механі |
| 2010 | Змінюючи реальність                | The Adjustment Bureau                   | голова правління       |
| 2012 | Дивне життя Тімоті Гріна           | The Odd Life of Timothy Green           | Еветт Онат             |
| 2013 | Персі Джексон: Море чудовиськ      | Percy Jackson: Sea of Monsters          | Оракул                 |
| 2016 | Стартрек: За межами Всесвіту       | Star Trek Beyond                        | Комодор Періс          |
| 2016 | Обітниця                           | The Promise                             | Марта                  |
| 2021 | Мисливці на привидів: З того світу | Ghostbusters: Afterlife                 | Ґозер (голос)          |
| 2023 | Ренфілд                            | Renfield                                | Елла                   |
| 2024 | Діва проти біди                    | Damsel                                  | Дракониця              |

### Телебачення
| Рік        | Назва українською                   | Оригінальна назва                 | Роль                           |
| ---------- | ----------------------------------- | --------------------------------- | ------------------------------ |
| 1994       | Зухвалі і красиві                   | The Bold & The Beautiful          | Гріса Абінер                   |
| 2005       | 24                                  | 24                                | Діна Араз                      |
| 2006       | Вілл і Грейс                        | Will & Grace                      | Пем                            |
| 2006       | Швидка допомога                     | ER                                | місіс Різа Кардатай            |
| 2007       | Анатомія Грей                       | Grey's Anatomy                    | доктор Хелен Кроуфорд          |
| 2008       | Сімпсони                            | The Simpsons                      | Міна (голос)                   |
| 2009       | Проблиски майбутнього               | FlashForward                      | Нхадра Удая                    |
| 2011       | Закон і порядок: Спеціальний корпус | Law & Order: Special Victims Unit | Детектив Салія «Санні» Кадрі   |
| 2011       | Доктор Хаус                         | House                             | Афсун Гаміді                   |
| 2011       | NCIS: Полювання на вбивць           | NCIS                              | Маріам Бавалі                  |
| 2012       | Портландія                          | Portlandia                        | Нелофар Джамшиді               |
| 2013       | Грімм                               | Grimm                             | Стефанія Вадува Попеску        |
| 2014       | Кістки                              | Bones                             | Азіта Вазірі                   |
| 2014       | Скорпіон                            | Scorpion                          | доктор Кассандра Девіс         |
| 2015       | Елементарно                         | Elementary                        | Доня Есфандіарі                |
| 2015― 2022 | Простір                             | The Expanse                       | Кріс'єн Авасарала              |
| 2017       | Каратель                            | The Punisher                      | Фара Мадані                    |
| 2019       | Левина варта                        | The Lion Guard                    | Королева Дженна (голос)        |
| 2021       | Аркейн                              | Arcane                            | Ґрейсон                        |
| 2022       | Бортпровідниця                      | The Flight Attendant              | Бренда                         |
| 2022       | Арчер                               | Archer                            | господиня ClandestiCon (голос) |
| 2023       | Панда Кунг-Фу: Лицар Дракона        | Kung Fu Panda: The Dragon Knight  | Форузан                        |
| 2024       | Пінгвін                             | The Penguin                       | Надія Мароні                   |
| 2025       | Колесо часу                         | The Wheel of Time                 | Елаїда а'Ройхан                |

## Нагороди
- 2004 : Незалежна Премія Духу зва Дім із піску і туману (Найкраща акторка другого плану)
- 2004: Премія Асоціації кінокритиків Лос-Анджелеса за Дім із піску і туману (Найкраща акторка другого плану)
- 2004: Премія Кола кінокритиків Нью-Йорка за Дім із піску і туману (Найкраща акторка другого плану)
- 2004: Премія Асоціації кінокритиків онлайн за Дім із піску і туману (Найкраща акторка другого плану)
- 2004: Номінація на Оскар за Дім із піску і туману (Найкраща акторка другого плану)
- 2005: Номінація на сателітну премію за 24 (Найкраща акторка другого плану в серіалі, міні-серіалі або в телевізійному фільмі)
- 2009: Еммі за Die Husseins: В центрі влади (Найкраща акторка другого плану в телевізійному фільмі або в деяких частинах)
- 2009: Супутникова премія за Побиття каміннями Сорайї М. (Краща жіноча роль — драма)